# Dicyema typus
Dicyema typus är en djurart som tillhör fylumet rhombozoer, och som beskrevs av van Beneden 1876. Dicyema typus ingår i släktet Dicyema och familjen Dicyemidae. Inga underarter finns listade i Catalogue of Life.